# Molophilus rubidithorax
Molophilus rubidithorax är en tvåvingeart. Molophilus rubidithorax ingår i släktet Molophilus och familjen småharkrankar.

## Underarter
Arten delas in i följande underarter:
- M. r. excavatus
- M. r. rubidithorax